# Zofia Albinowska-Minkiewiczowa

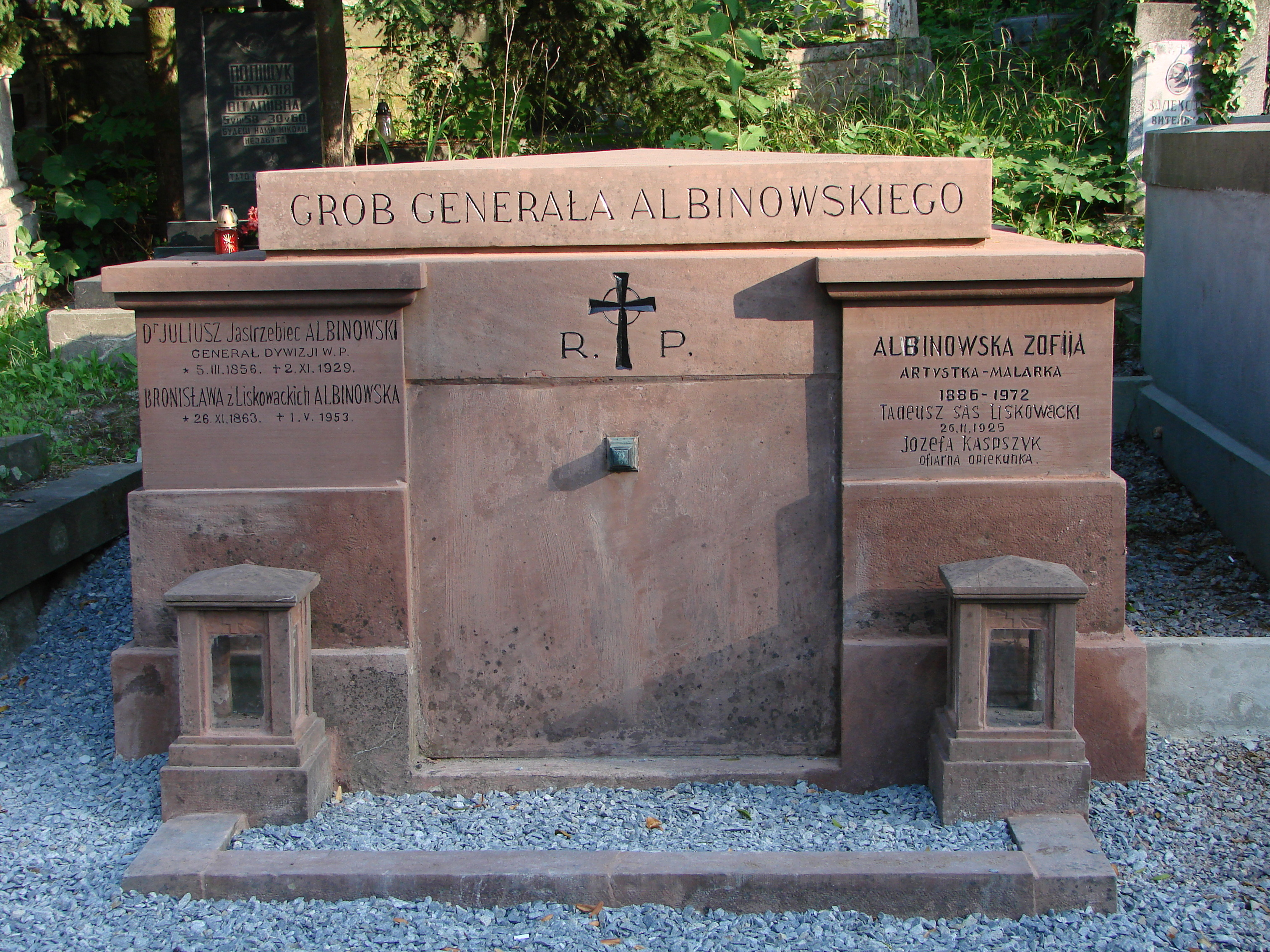
Grób na Cmentarzu Łyczakowskim we Lwowie

Zofia Maria Albinowska-Minkiewiczowa (ur. 18 listopada 1886 w Klagenfurt am Wörthersee, zm. 30 czerwca 1972 we Lwowie) – polska artystka, malarka i graficzka związana ze środowiskiem lwowskim, przez wiele lat prezes Związku Artystów Polskich. Swoje prace sygnowała Zofia Albinowska.

## Życiorys
Była córką gen. dyw. Wojska Polskiego Juliusza Albinowskiego i Bronisławy z Liskowackich (1863–1953). Swoją edukację rozpoczęła w Wiedniu w prywatnych szkołach Heindricha Strehblowa (od 1901) oraz Franza Hohenberga i Ferdynanda Kruisa (od 1902). Później przeniosła się do Paryża, gdzie studiowała w Académie Colarossi oraz Szkole Sztuk Pięknych (École des Beaux Arts). W tym okresie odbywała liczne podróże do Anglii, Belgii, Holandii i Włoch. W Paryżu zaprzyjaźniła się z Olgą Boznańską, która udzielała jej licznych wskazówek artystycznych i od której przejęła technikę malarstwa olejnego.
W latach 1909–1912 studiowała i prowadziła zajęcia w Szkole Rzemiosł Artystycznych (Kunstgewerbeschule) w Wiedniu, po czym powróciła na stałe do Lwowa (1912), gdzie mieszkała nieprzerwanie aż do śmierci. Przez wiele lat pełniła funkcję prezesa Związku Artystów Polskich we Lwowie, brała także udział w wielu wystawach krajowych i zagranicznych: Praga, Paryż, Nowy Jork.
We wczesnej twórczości artystki (przed 1920) dominują portrety, a później głównym przedmiotem zainteresowań są kameralne kompozycje przedstawiające martwe natury – różnorodne kwiaty oraz stylowe wnętrza. Jej prace są czasami opisywane jako malowane „w manierze postimpresjonistycznej”.
Od 1922 była żoną Witolda Minkiewicza, profesora architektury we Lwowie i Wrocławiu.
Zmarła 30 czerwca 1972 we Lwowie. Pochowana na cmentarzu Łyczakowskim.

## Ordery i odznaczenia
- Złoty Krzyż Zasługi (10 marca 1939)[2]

## Wybrane prace
- Kwiaty na oknie
- Kwiaty w dwóch wazonach
- Bukiet kwiatów
- Bukiet róż z winogronami
- Martwa natura z kwiatami
- Wnętrze saloniku
- Martwa natura
- Róże
- Martwa natura z hiacyntem i porcelanowym wschodnim talerzem